# The Indian Express
The Indian Express est un journal quotidien indien de langue anglaise créé en 1931 par P. Varadarajulu Naidu à Madras. Il a eu longtemps pour propriétaire Ramnath Goenka (en) (1904-1991). Sa ligne éditoriale le situe au centre-droit[réf. souhaitée].